# Graphe de liaisons
Pour les articles homonymes, voir Graphe de liaisons (homonymie).
Un graphe de liaisons — également appelé graphe à liens ou bond graph — est une représentation graphique d'un système dynamique physique (mécanique, électrique, hydraulique, pneumatique, etc.) qui représente les transferts d'énergie dans le système. Les graphes de liaisons sont basés sur le principe de la conservation de la puissance. Les liens d'un graphe de liaisons sont des symboles qui représentent soit des flux d'énergie, soit des flux d'information.
Le graphe de liaisons est un outil mathématique utilisé en ingénierie des systèmes. Il permet de modéliser un système piloté afin d'optimiser son dimensionnement et la conception de ses lois de commande.
Comparés à une autre représentation visuelle du système en schéma-bloc, les graphes de liaisons ont plusieurs avantages :
- ils distinguent les flux d'énergie des flux d'information ;
- puisqu'ils reposent sur le principe de la conservation de l'énergie, ils rendent impossible d'insérer de l'énergie inexistante dans le système ;
- ils mettent en évidence la causalité entre les efforts (force, tension, pression) et les flux (vitesse, courant, débit). Cette causalité est rajoutée une fois que le schéma initial a été construit, ce qui permet entre autres de détecter des phénomènes modélisés qui ne sont pas physiques tels qu'imposer un courant dans une bobine, la vitesse d'un volant d'inertie, etc. ;
- comme chaque lien représente un flux bidirectionnel, les systèmes qui produisent des contre-efforts (exemple : force électromotrice des moteurs) qui agissent sur le système se représentent sans ajout de boucle de contre-réaction.

Si la dynamique du système à modéliser opère sur différentes échelles de temps, les comportements rapides en temps réel peuvent être modélisés comme des phénomènes instantanés en utilisant des graphe de liaisons hybrides.

## Description générale
Dans un graphe de liaison :
- les nœuds[1] (vertices) sont des « phénomènes physiques », décrit par des équations : ce terme général peut désigner des pièces mécaniques, des composants électriques, des actionneurs hydrauliques, … cela peut aussi être des sous-ensembles de pièces, c'est-à-dire qu'un nœud peut lui-même être décrit par un graphe de liaisons, mais également une loi physique s'appliquant à l'ensemble du système (par exemple la loi des mailles ou la loi des nœuds pour un circuit électrique) ;
- les arcs (edges) sont des flux d'énergie, c'est-à-dire qu'ils représentent l'action qu'un nœud exerce sur un autre ; ils sont appelés « liaisons » (bonds), d'où le nom du graphe.

Les échanges entre nœuds sont décrits par deux paramètres : le flux et l'effort. Le flux représente une quantité par unité de temps : intensité du courant électrique, i, débit de fluide Qv, vitesse d'une pièce v, … L'effort représente la force avec laquelle le flux est poussé : tension électrique u, pression du fluide P, force F, … Le produit du flux et de l'effort donne la puissance (en watts).
| Domaine d'énergie      | Effort             | Flux                           |
| ---------------------- | ------------------ | ------------------------------ |
| mécanique, translation | force F (en N)     | vitesse linéaire v (en m/s)    |
| mécanique, rotation    | couple C (en N m)  | vitesse angulaire ω (en rad/s) |
| électrique             | tension u (en V)   | courant i (en A)               |
| hydraulique            | pression P (en Pa) | débit volumique Qv (en m3/s)   |

Les arcs sont des demi-flèches (harpons) dont le crochet est orienté vers le bas ou vers la droite, ⇁, ↽, ↾ ou ⇂. Le sens de la flèche indique le signe positif de la puissance, c'est-à-dire si la puissance est comptée positive en entrée ou en sortie. Dans le cas d'un appareil de mesure (thermomètre, tachymètre, dynamomètre, débitmètre, manomètre, voltmètre, ampèremètre, …), le flux d'énergie est négligeable, on utilise une flèche entière, →, ←, ↑ ou ↓.

Graphe de liaison pour un circuit R avec une source de tension (gauche) et une source de courant (droite)

Les lois régissant les nœuds relient souvent le flux et l'effort. Par exemple, pour une résistance électrique, la loi d'Ohm impose une relation entre l'intensité et la tension :
u = R⋅i
Si la résistance est connectée à une source de tension, alors la source impose u, et la résistance détermine i. À l'inverse, s'il s'agit d'une source d'intensité, la source impose i, et u en découle. On a donc une causalité. Pour indiquer cela sur le graphe, on place une barre à l'extrémité de la flèche qui définit le flux. Cela permet de connaître la valeur d'entrée et la valeur de sortie de la loi, c'est-à-dire le sens de la relation de calcul, e = ƒ(f) ou f = ƒ(e)
Dans les graphes ci-contre, on utilise les abréviations standard (voir ci-après) : Se pour une source d'effort, Sf pour une source de flux, R pour un élément dissipatif.

Graphe de liaison d'un circuit RLC série (gauche) et parallèle (droite)

Un nœud peut aussi représenter une loi physique liée au système et non à un élément particulier. Une loi qui impose une même valeur d'effort e à plusieurs autres nœuds est appelée jonction de type 0. Une loi qui impose une même valeur de flux f à plusieurs autres nœuds est appelée jonction de type 1.
Si l'on prend l'exemple d'un circuit RLC série, alors le circuit n'a qu'une seule branche. La loi des noeuds impose une même valeur de l'intensité à tous les éléments, il s'agit d'une jonction de type 1. Si le circuit est parallèle, alors la loi des mailles impose une même valeur de la tension à tous les éléments, il s'agit d'une jonction de type 0.
Notons que les sens des flèches dépendent des conventions de signe choisies pour les circuits.

## Analogie entre les différents domaines
Les graphes de liaisons représentent le transfert de puissance entre éléments, donc ils conviennent parfaitement pour modéliser des systèmes qui relient plusieurs domaines de la physique tels que l'électricité et la mécanique.
Mais avant de se lancer dans la modélisation, il faut définir une notion de puissance pour chacun des domaines.
Il est nécessaire de définir certaines notions de physique.
La puissance
La puissance est le produit d'un flux par un effort.
{\displaystyle \mathrm {P} (t)=f(t)\cdot e(t)~}
Le moment
C'est une notion causale liée à l'effort. Ses valeurs futures sont liées à son passé par une intégration.
{\displaystyle p(t)=p(0)+\int _{0}^{t}e(t)\cdot dt~}
Le déplacement
C'est une notion causale liée au flux. Ses valeurs futures sont liées à son passé par une intégration.
{\displaystyle q(t)=q(0)+\int _{0}^{t}f(t)\cdot dt~}
Grâce à ces définitions, nous allons pouvoir définir pour chaque domaine de la physique, la grandeur associée à ces définitions.
| Domaine                  | Effort (e)                 | Flux (f)                | Moment (p)                   | Déplacement (q)           |
| ------------------------ | -------------------------- | ----------------------- | ---------------------------- | ------------------------- |
| Électrique               | Tension (V)                | Courant (A)             | Flux (Wb)                    | Charge (C)                |
| Mécanique en translation | Effort (N)                 | Vitesse (m/s)           | Impulsion (N s)              | Déplacement (m)           |
| Mécanique en rotation    | Couple (N m)               | Vitesse (rad/s)         | Impulsion (N m s)            | Angle (rad)               |
| Hydraulique              | Pression (Pa)              | Débit volumique (m3/s)  | Impulsion de pression (Pa s) | Volume (m3)               |
| Magnétique               | Force magnéto-motrice (A)  | Dérivée flux (V)        | -                            | Flux (Wb)                 |
| Chimique                 | Potentiel Chimique (J/mol) | Flux molaire (mol/s)    | -                            | Quantité de matière (mol) |
| Thermodynamique          | Température (K)            | Flux entropique (W/K)   | -                            | Entropie (J/K)            |
| Acoustique               | Pression (Pa)              | Débit acoustique (m3/s) | Impulsion de pression (Pa s) | Volume (m3)               |

## Éléments constitutifs

### Les liaisons
Cet élément permet de symboliser les transferts d'énergie entre les différents processeurs. Il est représenté comme suit :

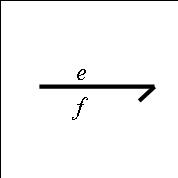
Une liaison type d'un graphe de liaisons

On peut remarquer deux éléments sur cette liaison. La lettre e représente la composante effort de la liaison. La lettre f représente la composante flux de la liaison. La multiplication de ces deux termes doit donner la puissance qui transite par la liaison.
Cet élément est orienté dans le sens où la puissance est positive.

### Les sources d'effort ou de flux
Il existe deux types de sources :
- les sources d'effort notées Se ;
- les sources de flux notées Sf.

Ces éléments fournissent une valeur constante de flux ou d'effort selon le cas quelle que soit la valeur de l'autre grandeur (effort ou flux) fournie. De plus, ces sources peuvent avoir des discontinuités sur la grandeur qu'elles ne garantissent pas.
On considère que ces sources sont parfaites, même si cela constitue une approximation par rapport au phénomène réel.

### L'élément dissipatif R
L'élément dissipatif est représenté par un R. C'est un objet qui relie le flux et l'effort par une relation indépendante du temps, une fonction mathématique.
{\displaystyle e=\mathrm {R} \cdot f} ou {\displaystyle f={e \over \mathrm {R} }}
Physiquement, il correspond à un objet dissipatif. Par exemple une résistance dans le cas électrique, un frottement visqueux dans le cas mécanique.

### L'élément inertiel I
Le processeur I fait apparaître entre e et f une relation temporelle via une intégration ou une dérivée. Celui-ci peut se décrire de cette façon :
{\displaystyle f={\frac {1}{\mathrm {I} }}\cdot \int _{0}^{t}e(x)\,\mathrm {d} x} ou {\displaystyle e=\mathrm {I} \cdot {\frac {\mathrm {d} f}{\mathrm {d} t}}}
Ce processeur, qui est représenté par un I, peut être soit une inductance dans le cas électrique, soit une inertie dans le cas mécanique.

### L'élément capacitif C
Le processeur C fait apparaître entre e et f une relation temporelle via une intégration ou une dérivée. Celui-ci peut se décrire de cette façon :
{\displaystyle e={\frac {1}{\mathrm {C} }}\cdot \int _{0}^{t}f(x)\,\mathrm {d} x} ou {\displaystyle f=\mathrm {C} \cdot {\frac {\mathrm {d} e}{\mathrm {d} t}}}
Ce processeur peut être un condensateur dans le cas électrique, un ressort dans le cas mécanique.
Il est représenté par un C.

### Le transformateur
Cet élément permet la transformation des valeurs sans pertes de puissance suivant ces équations avec un rapport m :
{\displaystyle e_{1}=m\cdot e_{2}}
{\displaystyle f_{2}=m\cdot f_{1}}
Cet élément est représenté par le symbole suivant : TF.
Dans le cas électrique, cela peut-être un transformateur, ou bien un réducteur dans le cas mécanique.

### Le gyrateur
Cet élément permet la transformation des valeurs sans pertes de puissance suivant ces équations avec un rapport g :
{\displaystyle e_{1}=g\cdot f_{2}}
{\displaystyle e_{2}=g\cdot f_{1}}
Cet élément est représenté par le symbole suivant : GY.
Dans le cas électrique, cela peut être un gyrateur. Les moteurs sont tous des gyrateurs dans leur liaison entre la partie électrique et mécanique.

## Laboratoires francophones de recherches sur la modélisation par graphe de liaisons

### Équipes de recherche en France
Les laboratoires de recherche associés aux principaux centres d'enseignements de la modélisation graphe de liaisons en France sont indiqués ci-dessous :
- École centrale de Lille - Laboratoire d'automatique, génie informatique et signal
- École nationale supérieure d'arts et métiers Paris
- ENSEEIHT
- ESIEE
- CentraleSupélec
- Laboratoire Ampère - CNRS, Université Lyon I, INSA de Lyon, École centrale de Lyon
- INSA de Toulouse
- Grenoble-INP - Esisar - École nationale supérieure en systèmes avancés et réseaux
- UHA
- Universite de Corse Pascal Paoli

### Équipes de recherche en Suisse
- École polytechnique fédérale de Lausanne
- École polytechnique fédérale de Zurich

### Équipes de recherche en Tunisie
- École nationale d'ingénieurs de Tunis
- École nationale d'ingénieurs de Sfax